# Slag bij Coronea (394 v.Chr.)
De Slag bij Coronea in 394 v.Chr. was een veldslag uit de Korinthische Oorlog, waaronder de Spartanen en hun bondgenoten, onder leiding van koning Agesilaus II, een coalitie tussen Thebe en Argos versloegen. Zij probeerden de terugtocht van het Spartaanse leger naar de Peloponnesos te verhinderen.

## Voorgeschiedenis
De Korinthische Oorlog begon in 395 v.Chr. Thebe, Argos, Korinthe en Athene een alliantie sloten, met Perzische steun. De coalitie werd opgericht als een reactie tegen de interventie van Sparta in Locris en Phocis. Aan het begin van de oorlog, was Agesilaus II in Ionië, terwijl hij oorlog voerde tegen de Perzen. Toen de vijandelijkheden begonnen werd hij met zijn leger teruggeroepen en begon hij een mars over land, door Thracië en Centraal-Griekenland terug naar de Peloponnesos. Terwijl hij door Boeotië marcheerde, werd hij tegengehouden door een leger, bestaande uit soldaten van Thebe, Boeotië en Argos.
Agesilaus’ leger bestond uit anderhalf regiment, Spartaanse hoplieten, aangevuld met heloten en bondgenoten. Ondertussen was het coalitieleger aangevuld met troepen uit Athene, Korinthe, Euboea en Locrië. Zij waren, met 20.000 tegen 15.000, in de meerderheid. De cavalerie van beide legers was ongeveer evenwaardig, maar Agesilaus kon beroep doen op meer peltasten dan de coalitie.
De voorbereidingen van het gevecht langs Spartaanse zijde werden verstoord door een slecht voorteken. Een deel van het Spartaanse leger weigerde te vechten, omdat de zon de vorm had van een halve maan (er was dus een onvolledige zonsverduistering). Om zijn mannen gerust te stellen, herinnerde Agesilaus zijn leger aan de recente Spartaanse overwinning bij Nemea. Hij zei hun dat de Spartaanse admiraal Peisander gedood was tijdens een overwinning op de Perzische vloot. Eigenlijk was dat niet waar, want Agesilaus wist dat Peisander gedood was tijdens een verpletterende nederlaag bij Cnidus. Zijn toespraak had echter succes, want het moreel van zijn mannen steeg opnieuw.
De nederlaag bij Nemea had negatieve gevolgen aan de zijde van de coalitie. De Argiviërs en Korinthiërs waren ontmoedigd en de Atheners hadden nog verse herinneringen aan de Peloponnesische Oorlogen, die Athene had verloren met grote gevolgen. Ook het feit dat de Perzen nogal graag eens wisselden tussen hun bondgenoten, zorgde voor niet veel vertrouwen. Enkel de Boeotiërs stonden dus op het slagveld met een goede moraal.

## De veldslag
Toen de twee legers elkaar naderden, nam Agesilaus het bevel op zich van de Spartaanse rechterflank. Naast die rechterflank stonden de veteranen van de Tienduizend, de Aziatische Grieken, de Phociërs en de Orchomeniden aan de linkerflank. De Thebanen kregen zo de Orchomeniden voor zich en de Argiviërs de Spartanen. Beide legers marcheerden naar elkaar toe, in volledige stilte. Toen ze ongeveer 200 meter van elkaar verwijderd waren, startten de Thebanen de aanval door luid schreeuwend naar de vijand te rennen. Toen ze op ongeveer 100 meter genaderd waren, startten de Spartaanse Tienduizend (onder leiding van Herippidas) en de Aziatische Grieken een tegenoffensief. Door deze felle tegenreactie, waren de Argiviërs zo in paniek, dat ze vluchtten naar de Heliconberg.
De Spartanen, onder leiding van Agesliaus, die nog niet hadden moeten vechten, beschouwden de strijd als gewonnen. Juist toen ze de koning voorstelden om de overwinning op te eisen, kwam het bericht dat de Thebanen door de Spartaanse rechterflank gebroken waren. Ze waren al bezig met het plunderen van de bagagetrein, toen Agesilaus zijn falanx rond zich riep en op weg ging naar de Thebanen. Op dat moment merkten de Thebanen dat hun bondgenoten gevlucht waren naar de Heliconberg. Wanhopig probeerden zij door het Spartaanse leger te breken om zich bij het leger van hun bondgenoten te voegen.
Agesilaus besloot om zijn falanx zo te positioneren dat de toegang tot de Heliconberg versperd bleef, in plaats van hen door een aanval van achteruit weg te drijven. Wat volgde zou een van de bloedigste hoplietenveldslagen worden. Het bloedbad zou mede zijn veroorzaakt door de haat van Agesilaus tegenover de Thebanen. Volgens de Griekse geschiedschrijver Xenophon, bereikten maar enkelen de Heliconberg: ‘vele anderen werden op weg ernaartoe gedood’.

## Gevolgen
Agesilaus was tijdens het gevecht gewond geraakt en wachtte het einde van de veldslag achteraan de falanx af. Enkele ruiters informeerden hem dat een tachtigtal vijanden in een nabijgelegen tempel gedreven waren. Agesilaus beval echter om hen vrij te laten. De volgende morgen beval hij de polemarchos Gylis om het leger in formatie op te stellen en deelde eerbewijzen uit. Ook gaf hij de Thebanen de toestemming om hun doden te begraven. Het leger trok zich toen terug in Phocis en viel Locris binnen, waarbij Gylis stierf.
Volgens Diodorus Siculus stierven meer dan 600 hoplieten van de coalitie en 350 hoplieten van de Spartanen.